# Campeonato da Europa de Atletismo de 2012 - Salto com vara masculino
A prova do salto com vara masculino do Campeonato da Europa de Atletismo de 2012 foi disputada entre os dias 30 de junho e 1 de julho de 2012 no Estádio Olímpico de Helsinque em Helsinque,  na Finlândia. 

## Recordes
Antes desta competição, os recordes mundiais e do campeonato nesta prova eram os seguintes:
|                       | Nome             | Nacionalidade | Altura  | Local      | Data                 |
| --------------------- | ---------------- | ------------- | ------- | ---------- | -------------------- |
| Recorde mundial       | Sergey Bubka     | Ucrânia       | 6m 14cm | Sestriere  | 31 de julho de 1994  |
| Recorde do campeonato | Rodion Gataullin | Rússia        | 6m 00cm | Helsínquia | 11 de agosto de 1994 |
| Recorde europeu       | Sergey Bubka     | Ucrânia       | 6m 14cm | Sestriere  | 31 de julho de 1994  |

## Medalhistas
| Ouro                    | Prata            | Bronze                  |
| Renaud Lavillenie (FRA) | Björn Otto (DEU) | Raphael Holzdeppe (DEU) |

## Cronograma
Todos os horários são locais (UTC+3).
| Data        | Hora  | Evento       |
| ----------- | ----- | ------------ |
| 30 de junho | 13:15 | Qualificação |
| 1 de julho  | 16:15 | Final        |

## Resultados

### Qualificação
Qualificação: Desempenho de 5.60 m (Q) ou os 12 melhores qualificados (q).
| Posição | Grupo | Atleta                 | Nacionalidade | 5.10 | 5.30 | 5.40 | 5.50 | 5.55 | Resultados | Notas |
| ------- | ----- | ---------------------- | ------------- | ---- | ---- | ---- | ---- | ---- | ---------- | ----- |
| 1       | A     | Renaud Lavillenie      | França        | –    | –    | –    | –    | o    | 5.55       | q     |
| 2       | B     | Maksym Mazuryk         | Ucrânia       | –    | –    | xxo  | –    | o    | 5.55       | q     |
| 3       | A     | Claudio Stecchi        | Itália        | –    | xo   | –    | xo   | xo   | 5.55       | q     |
| 4       | A     | Björn Otto             | Alemanha      | –    | –    | –    | o    | –    | 5.50       | q     |
| 4       | B     | Raphael Holzdeppe      | Alemanha      | –    | –    | –    | o    | –    | 5.50       | q     |
| 4       | B     | Jan Kudlička           | Chéquia       | –    | o    | –    | o    | –    | 5.50       | q     |
| 7       | A     | Konstadinos Filippidis | Grécia        | –    | xxo  | –    | o    | –    | 5.50       | q     |
| 8       | B     | Rasmus Jørgensen       | Dinamarca     | o    | o    | o    | xo   | x–   | 5.50       | q, =  |
| 8       | B     | Sergey Kucheryanu      | Rússia        | –    | o    | –    | xo   | –    | 5.50       | q     |
| 10      | B     | Igor Bychkov           | Espanha       | o    | xo   | –    | xo   | xx–  | 5.50       | q     |
| 11      | B     | Malte Mohr             | Alemanha      | –    | –    | –    | xxo  | –    | 5.50       | q     |
| 12      | B     | Jérôme Clavier         | França        | –    | o    | –    | xxx  |      | 5.30       | q     |
| 12      | A     | Stanislau Tsivonchyk   | Bielorrússia  | –    | o    | xxx  |      |      | 5.30       |       |
| 14      | A     | Max Eaves              | Grã-Bretanha  | xo   | o    | –    | xxx  |      | 5.30       |       |
| 14      | A     | Dídac Salas            | Espanha       | xo   | o    | xxx  |      |      | 5.30       |       |
| 16      | B     | Eemeli Salomäki        | Finlândia     | –    | xo   | –    | xxx  |      | 5.30       |       |
| 16      | A     | Andrew Sutcliffe       | Grã-Bretanha  | o    | xo   | xxx  |      |      | 5.30       |       |
| 18      | A     | Jere Bergius           | Finlândia     | –    | xxo  | –    | –    | xxx  | 5.30       |       |
| 18      | A     | Robbert-Jan Jansen     | Países Baixos | –    | xxo  | xxx  |      |      | 5.30       |       |
| 20      | B     | Luke Cutts             | Grã-Bretanha  | o    | xxx  |      |      |      | 5.10       |       |
| 21      | B     | Marco Boni             | Itália        | xxx  |      |      |      |      | NM         |       |
| 21      | B     | Przemysław Czerwiński  | Polónia       | –    | xxx  |      |      |      | NM         |       |
| 21      | A     | Alhaji Jeng            | Suécia        | –    | –    | –    | xx–  | x    | NM         |       |
| 21      | B     | Edi Maia               | Portugal      | xxx  |      |      |      |      | NM         |       |
| 21      | A     | Romain Mesnil          | França        | –    | –    | –    | –    | xxx  | NM         |       |
| 21      | A     | Pauls Pujāts           | Letônia       | xxx  |      |      |      |      | NM         |       |
| 21      | B     | Nikandros Stylianou    | Chipre        | xxx  |      |      |      |      | NM         |       |
| 21      | A     | Denys Yurchenko        | Ucrânia       | –    | –    | xxx  |      |      | NM         |       |

### Final
| Posição           | Atleta                 | Nacionalidade | 5.40 | 5.50 | 5.60 | 5.66 | 5.72 | 5.77 | 5.82 | 5.87 | 5.92 | 5.97 | 6.02 | Resultados | Notas                |
| ----------------- | ---------------------- | ------------- | ---- | ---- | ---- | ---- | ---- | ---- | ---- | ---- | ---- | ---- | ---- | ---------- | -------------------- |
| Medalha de ouro   | Renaud Lavillenie      | França        | –    | –    | xo   | –    | –    | o    | xxo  | o    | o    | o    | xxx  | 5.97       | Melhor marca do ano  |
| Medalha de prata  | Björn Otto             | Alemanha      | –    | o    | –    | o    | –    | xxo  | xxo  | –    | xo   | –    | xxx  | 5.92       | Recorde pessoal      |
| Medalha de bronze | Raphael Holzdeppe      | Alemanha      | –    | o    | –    | –    | o    | o    | xxx  |      |      |      |      | 5.77       | =                    |
| 4                 | Malte Mohr             | Alemanha      | –    | –    | o    | –    | –    | xo   | xxx  |      |      |      |      | 5.77       |                      |
| 5                 | Konstadinos Filippidis | Grécia        | –    | o    | –    | o    | xo   | xxx  |      |      |      |      |      | 5.72       | Recorde da temporada |
| 6                 | Jan Kudlička           | Chéquia       | o    | –    | o    | –    | xx–  | x    |      |      |      |      |      | 5.60       |                      |
| 7                 | Rasmus Jørgensen       | Dinamarca     | xxo  | xxo  | xxx  |      |      |      |      |      |      |      |      | 5.50       | =                    |
| 8                 | Maksym Mazuryk         | Ucrânia       | xo   | –    | xxx  |      |      |      |      |      |      |      |      | 5.40       |                      |
| 8                 | Claudio Stecchi        | Itália        | xo   | xxx  |      |      |      |      |      |      |      |      |      | 5.40       |                      |
| 10                | Jérôme Clavier         | França        | xxo  | –    | xxx  |      |      |      |      |      |      |      |      | 5.40       |                      |
| 13 !              | Igor Bychkov           | Espanha       | xxx  |      |      |      |      |      |      |      |      |      |      | NM         |                      |
| 13 !              | Sergey Kucheryanu      | Rússia        | xxx  |      |      |      |      |      |      |      |      |      |      | NM         |                      |
| 13 !              | Stanislau Tsivonchyk   | Bielorrússia  | xxx  |      |      |      |      |      |      |      |      |      |      | NM         |                      |

Legenda
| Recorde mundial       | Recorde mundial (World record)               |                       | Recorde africano                      | Recorde africano (African) |                                           | Q | Classificado por posição (Qualified) |
| Recorde do campeonato | Recorde do campeonato (Championship record)  | Recorde da América    | Recorde da América (Americas)         | q                          | Classificado por melhor tempo (Qualified) |   |                                      |
| Melhor marca do ano   | Melhor marca do ano (World leading)          | Recorde asiático      | Recorde asiático (Asian)              | DNS                        | Não largou (Did not start)                |   |                                      |
| Recorde nacional      | Recorde nacional (National record)           | Recorde europeu       | Recorde europeu (European)            | DNF                        | Não terminou (Did not finish)             |   |                                      |
| Recorde pessoal       | Recorde pessoal do atleta (Personal best)    | Recorde da Oceania    | Recorde da Oceania (Oceania)          | DSQ / DQ                   | Desclassificado (Disqualified)            |   |                                      |
| Recorde da temporada  | Recorde da temporada do atleta (Season best) | Recorde sul-americano | Recorde sul-americano (South America) | NM                         | Sem marca (No mark)                       |   |                                      |